# Au-delà des rêves
 (avril 2017).
Si vous disposez d'ouvrages ou d'articles de référence ou si vous connaissez des sites web de qualité traitant du thème abordé ici, merci de compléter l'article en donnant les références utiles à sa vérifiabilité et en les liant à la section « Notes et références ».
Ne pas confondre avec le concerto pour violon Au-delà du rêve (2023) de Thierry Escaich.
Albums de Amine
Mes sources
(2008)
Singles
1. Ma vie
Sortie : Septembre 2005
2. J'voulais
Sortie : Janvier 2006
3. My Girl
Sortie : Juin 2006

Au-delà des rêves est le premier album du chanteur et compositeur français de Raï'n'B Amine, sorti en décembre 2005 sous le label discographique EMI.

## Liste des titres
| 1.    | Intro                                            | 1:06 |
| 2.    | Ma vie                                           | 4:11 |
| 3.    | J'voulais                                        | 3:20 |
| 4.    | My Girl                                          | 3:25 |
| 5.    | Finiki                                           | 4:30 |
| 6.    | Si j'avais su que...                             | 4:17 |
| 7.    | Femmes                                           | 4:03 |
| 8.    | 6ième sens                                       | 3:44 |
| 9.    | Win                                              | 4:16 |
| 10.   | Had lila (Version arabe)                         | 3:57 |
| 11.   | Kindir                                           | 3:19 |
| 12.   | Le Chemin                                        | 4:38 |
| 13.   | Sobri (notre destin) (Remix Club - Feat. Leslie) | 4:14 |
| 49:01 |                                                  |      |

| Titres bonus | Titres bonus                                       | Titres bonus | Titres bonus | Titres bonus | Titres bonus | Titres bonus | Titres bonus | Titres bonus | Titres bonus |
| No           | Titre                                              | Durée        |              |              |              |              |              |              |              |
| ------------ | -------------------------------------------------- | ------------ | ------------ | ------------ | ------------ | ------------ | ------------ | ------------ | ------------ |
| 14.          | Just Married (Feat. Relic)                         | 4:21         |              |              |              |              |              |              |              |
| 15.          | Ronde de nuit (Radio edit - Feat. Gomez et Dubois) | 3:39         |              |              |              |              |              |              |              |
| 57:00        |                                                    |              |              |              |              |              |              |              |              |

| 1. | Au-delà des rêves (Documentaire)  |  |
| 2. | Ma Vie (Clip)                     |  |
| 3. | Amine par Amine (Interview bonus) |  |
| 4. | Ma Vie (Making-of du clip)        |  |
| 5. | Ma Vie (Karaoké)                  |  |
| 6. | Au-delà des rêves (Bande-annonce) |  |
| 7. | Galerie de photos                 |  |

## Crédits
- Production, enregistrement, mixage et direction vocale : Kore et Skalp
- Producteur délégué : Jean-Marie Antonini (DVD), Kore et Skalp (CD)
- Mastering : Jean-Pierre Chalbos assisté de Jean-Sébastien Dupuis
- A&R : Karim Ech-Choayby
- Artwork : Iceberg et Marko 93 (Calligraphie)
- Photographie : Hugues Lawson
- Label : Artop Records, Virgin[5]

## Réception

### Classement
L'album atteint la 16e place du chart officiel français du SNEP. Il se place également en 59e position du classement belge Ultratop 50 Singles.